# Verbandsgemeinde Kaisersesch
La comunità amministrativa di Kaisersesch (Verbandsgemeinde Kaisersesch) si trova nel circondario di Cochem-Zell nella Renania-Palatinato, in Germania.

## Comuni
Fanno parte della comunità amministrativa i seguenti comuni:
| Comune, città                | Sup. (km²) | Abitanti |
| ---------------------------- | ---------- | -------- |
| Binningen                    | 6,66       | 702      |
| Brachtendorf                 | 2,45       | 245      |
| Brieden                      | 4,40       | 134      |
| Brohl                        | 5,88       | 348      |
| Dünfus                       | 3,25       | 274      |
| Düngenheim                   | 9,31       | 1 354    |
| Eppenberg                    | 4,12       | 245      |
| Eulgem                       | 3,01       | 198      |
| Forst (Eifel)                | 3,93       | 380      |
| Gamlen                       | 5,59       | 510      |
| Hambuch                      | 4,81       | 711      |
| Hauroth                      | 3,94       | 330      |
| Illerich                     | 7,74       | 786      |
| Kaifenheim                   | 6,17       | 799      |
| Kail                         | 6,15       | 301      |
| Kaisersesch, Stadt           | 8,18       | 3 191    |
| Kalenborn                    | 5,30       | 237      |
| Landkern                     | 10,61      | 949      |
| Laubach                      | 3,58       | 639      |
| Leienkaul                    | 3,25       | 360      |
| Masburg                      | 9,12       | 1 078    |
| Möntenich                    | 4,08       | 121      |
| Müllenbach                   | 4,27       | 648      |
| Roes                         | 6,74       | 481      |
| Urmersbach                   | 4,34       | 452      |
| Zettingen                    | 3,70       | 264      |
| Verbandsgemeinde Kaisersesch | 140,58     | 15 737   |

(Abitanti al 31 dicembre 2021)
I comuni di Binningen, Brieden, Brohl, Dünfus, Forst, Kail, Möntenich e Roes fino al 1º luglio 2014 facevano parte del Verbandsgemeinde Treis-Karden.